# فرودگاه گاردن ریور
فرودگاه گاردن ریور (به انگلیسی: Garden River Airport) یک فرودگاه خصوصی است که یک باند فرود چمن دارد و طول باند آن ۹۱۴ متر است. این فرودگاه در کشور کانادا قرار دارد و در ارتفاع ۲۴۱ متری از سطح دریا واقع شده‌است.